# Zabelê
Zabelê est une ville brésilienne du centre de l'État de la Paraíba.
Sa population était estimée à 2 024 habitants en 2007. La municipalité s'étend sur 109 km2.